# Fútbol en los Mini Juegos del Pacífico
El fútbol es una de las disciplinas donde se disputan medallas en los Mini Juegos del Pacífico.

## Palmarés
| Año  | Sede          | · Medalla de oro | Resultado  | · Medalla de plata | · Medalla de bronce | Resultado | Cuarto lugar |
| ---- | ------------- | ---------------- | ---------- | ------------------ | ------------------- | --------- | ------------ |
| 1981 | Islas Salomon | Tahití           | 1:0 (pró.) | Nueva Caledonia    | Papúa Nueva Guinea  | 1:0       | Vanuatu      |
| 1993 | Vanuatu       | Tahití           | 3:0        | Fiyi               | Nueva Caledonia     | 2:1       | Vanuatu      |
| 2017 | Vanuatu       | Vanuatu          | liga       | Fiyi               | Islas Salomón       | liga      | Tuvalu       |

### Medallero
| Núm. | País               | Oro | Plata | Bronce | Total |
| ---- | ------------------ | --- | ----- | ------ | ----- |
| 1    | Tahití             | 2   | 0     | 0      | 2     |
| 2    | Vanuatu            | 1   | 0     | 0      | 1     |
| 3    | Fiyi               | 0   | 2     | 0      | 2     |
| 4    | Nueva Caledonia    | 0   | 1     | 1      | 2     |
| 5    | Papúa Nueva Guinea | 0   | 0     | 1      | 1     |
| 5    | Islas Salomón      | 0   | 0     | 1      | 1     |

## Torneo femenino
| Año  | Sede    | · Medalla de oro | Resultado | · Medalla de plata | · Medalla de bronce | Resultado | Cuarto lugar  |
| ---- | ------- | ---------------- | --------- | ------------------ | ------------------- | --------- | ------------- |
| 2017 | Vanuatu | Vanuatu          | 2:1       | Fiyi               | Tonga               | 1:0       | Islas Salomón |

### Medallero
| Núm. | País    | Oro | Plata | Bronce | Total |
| ---- | ------- | --- | ----- | ------ | ----- |
| 1    | Vanuatu | 1   | 0     | 0      | 1     |
| 2    | Fiyi    | 0   | 1     | 0      | 1     |
| 3    | Tonga   | 0   | 0     | 1      | 1     |